# BangTower
BangTower is een Amerikaanse rockband, ontstaan in 2007. Thuishaven is Los Angeles. De muziekgroep is een gedeeltelijke voortzetting van de band Tunnels, dat op zich een gedeeltelijke voortzetting was van Brand X. Bangtower bestond ten tijde van haar begin uit Percy Jones, Dann Glenn en Walter Garces. Glenn haakte af en werd vervangen door Neil Citron. Jones was afkomstig uit Tunnels, Citron bemoeide zich veelal met gitaarvirtuozen Steve Vai en Joe Satriani, schreef filmmuziek en speelde korte tijd bij Quiet Riot, Garces kwam van The Electric Prunes en Lana Lane.
Het debuutalbum van Bangtower werd al vrij vroeg in 2007 aangekondigd, maar had een lange tijd nodig om uiteindelijk uitgegeven te worden (2010). Het duurde vervolgens zes jaar voordat de opvolger kwam.

## Leden
- Percy Jones – basgitaar, toetsinstrumenten
- Neil Citron – gitaar, toetsinstrumenten
- Walter Garces – slagwerk, percussie

## Discografie
- 28 september 2010: Casting shadows
- november 2016: With n with out